# Anna Maria Wilhelmine van Hasselt-Barth
Anna Maria Wilhelmine van Hasselt-Barth   (Amsterdam, 15 de juliol de 1813 - Mannheim, 14 de gener de 1881) va ser una cantant d'òpera (soprano) alemanya. Va ser una cantant de cambra austríaca i reial bavaresa imperial al "Vienna Kärntnertortheater" i al "Munich Hofopertheater".
Va arribar a Alemanya als nou anys, on inicialment va rebre formació en cant a Frankfurt del Main i Offenbach. Més tard va ser alumna del professor de cant Josef Fischer a Karlsruhe i des del 1829 de Pietro Romani a Florència. L'octubre de 1831 va debutar a Trieste, on va cantar el paper d'Ezilda a l'òpera Gli arabi nelle Gallie de Giovanni Pacini. També va donar concerts a Vicenza amb Giovanni Battista Rubini. Va viure a Trieste fins al 1833, després va cantar al Teatre Carlo Felice de Gènova i va fer una gira per Itàlia. El 1834 va tornar a Alemanya i es va convertir en cantant de la cort a l'Òpera de la Múnic. El seu primer paper va ser Imogene a Il pirata de Vincenzo Bellini. El 12 de setembre de 1835 va aparèixer a l'estrena mundial de l'òpera Die Hermannsschlacht d'Hippolyte Chelard.
El 1837 va fer una gira amb aparicions a Karlsruhe, Mannheim i Stuttgart. El 1838 va ser convidada a l'Òpera de Frankfurt i al teatre Court de Darmstadt. El 12 d'abril de 1839 va cantar a l'estrena de l'òpera Alidia de Franz Lachner a Múnic. En aquell any va deixar l'Òpera de la Cort de Múnic, al grup del qual havia pertangut durant cinc anys, i es va convertir en membre del "Kärntnertortheater" de Viena, on va tenir molt èxit i es va quedar fins al 1853. Durant aquest temps va fer aparicions a Linz, Salzburg, Budapest i Riga (1851). També va aparèixer al "Stadttheater Hamburg" (1840), als teatres alemanys de Brno i Praga i el 1843 a l'Òpera de la Cort de Berlín, on va interpretar la Mathilde a Guillaume Tell de Rossini i Valentine a Les Huguenots de Meyerbeer. El 1853 es va retirar dels escenaris i des del 1868 va dirigir una escola de cant a Viena durant molt de temps.
Des del 1840 es va casar amb el pianista, director i compositor de cançons Gustav Barth, de qui més tard es va divorciar. Fins i tot després del divorci, va continuar actuant amb el doble nom de van Hasselt-Barth. La seva filla Johanna (1841–1918) va ser cantant de soubrette i opereta a Würzburg, Hannover, Coburg Gotha, Estrasburg i Königsberg.
En el seu moment àlgid, Anna Maria Wilhelmine van Hasselt-Barth va ser considerada una de les sopranos més importants d'Alemanya. El seu talent particular era el cant de coloratura i el cant dramàtic. En aquestes zones va ser una de les primeres cantants alemanyes amb èxit.Constantin von Wurzbach: Hasselt-Barth, Anna Maria Wilhelmina van. In: Biographisches Lexikon des Kaiserthums Oesterreich. 8. Theil. Kaiserlich-königliche Hof- und Staatsdruckerei, Wien 1862, S. 43 (Digitalisat Els seus papers més importants inclouen Konstanze a Die Entführung aus dem Serail i Donna Anna a Don Giovanni de Mozart.